# حمام اعظم کبودر آهنگ
حمام اعظم کبودر آهنگ مربوط به اواخر دوره قاجار است و در کبودرآهنگ، خیابان دستغیب، کوچه حمام واقع شده و این اثر در تاریخ ۱۱ شهریور ۱۳۸۲ با شمارهٔ ثبت ۹۸۸۰ به‌عنوان یکی از آثار ملی ایران به ثبت رسیده است.